# Robert Redeker

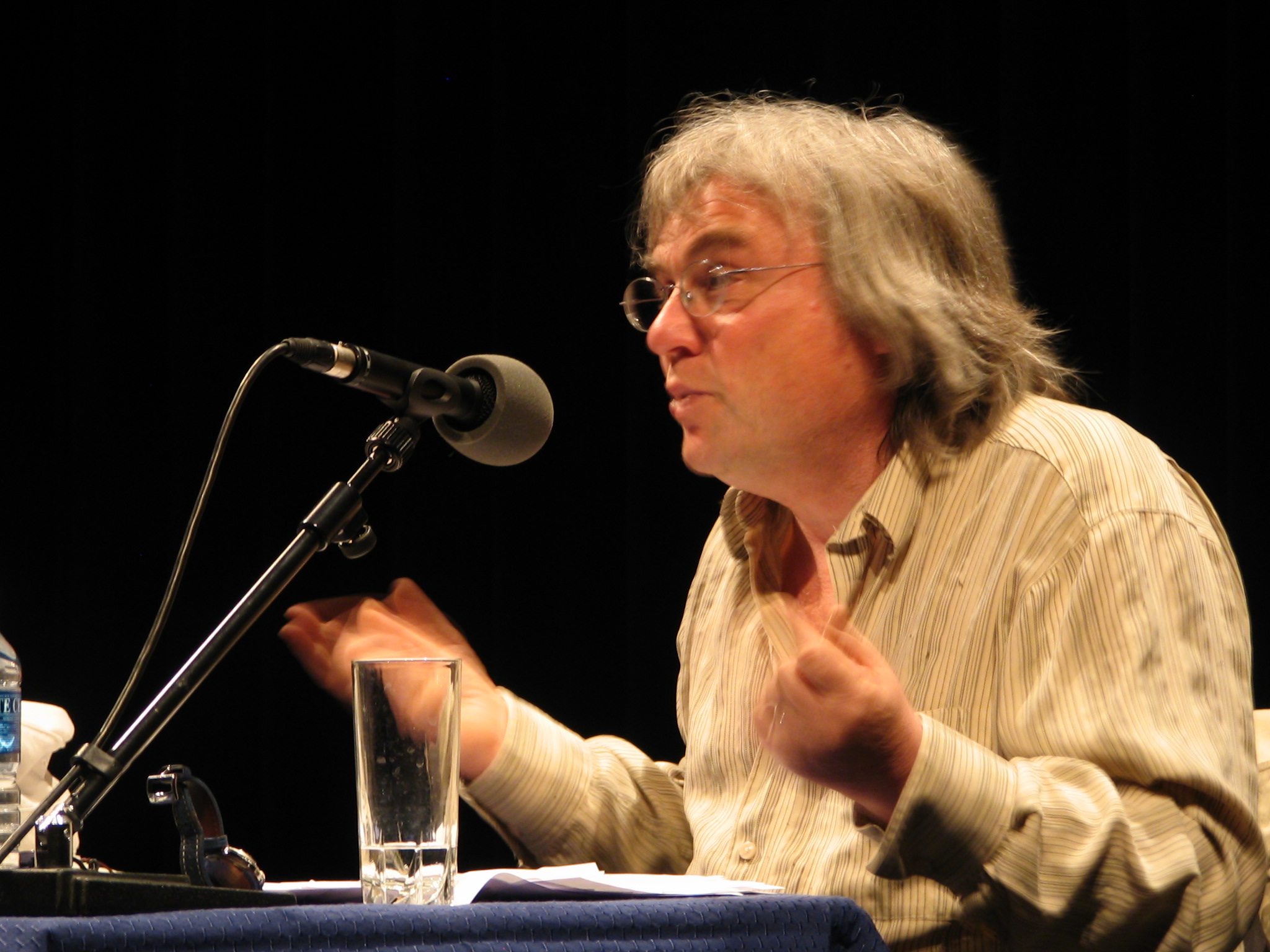
Robert Redeker, 2006

Robert Redeker (* 27. Mai 1954 in Lescure, Département Ariège, Frankreich) ist ein französischer Philosoph deutscher Abstammung. Er ist Redaktionsmitglied der von Jean-Paul Sartre begründeten literarisch-politischen Zeitschrift Les Temps Modernes.

## Leben
Redeker hatte einen deutschen Vater, der Landarbeiter aus Steinbergen bei Hannover war und Kriegsdienst im deutschen Afrikakorps geleistet hatte. Nach Aussage Redekers habe er „auf Hitler gespuckt“. Danach sei er im Südwesten Frankreichs interniert gewesen und habe dort seine Frau kennengelernt – eine Niedersächsin aus Hildesheim, die ihrem Land den Rücken gekehrt hatte.
Redeker ist Lehrer am Lycée Pierre-Paul-Riquet in Saint-Orens-de-Gameville bei Toulouse und Moderator in einem Lokalsender der Jüdischen Gemeinde namens Radio Kol-Aviv. Er publiziert regelmäßig in Zeitungen und Zeitschriften wie Le Monde, Le Figaro, Marianne und Libération. Einige seiner Werke wurden ins Englische, Italienische, Portugiesische und Japanische übersetzt.

## Todesdrohungen nach Publikation eines islamkritischen Artikels
Am 19. September 2006 veröffentlichte Redeker in der Tageszeitung Le Figaro den islamkritischen Artikel Face aux intimidations islamistes, que doit faire le monde libre ? (dt.: Was soll die freie Welt angesichts der islamistischen Einschüchterungsversuche tun?), ein Beitrag zur Debatte um das Papstzitat von Regensburg. Durch einen Kommentar von Yusuf al-Qaradawi im Fernsehsender al-Dschasira fand der Artikel Verbreitung in der islamischen Welt. In Ägypten und Tunesien wurde am Folgetag der Vertrieb der Tageszeitung unterbunden, dem Autor wurde nach dieser Publikation von islamistischer Seite mehrfach mit dem Tod gedroht. Daraufhin wurden ihm seine Dozentenstellen gekündigt; er war gezwungen, sein Haus zu verkaufen, um fortan unter Polizeischutz an verschiedenen geheim gehaltenen Orten in Südfrankreich zu leben. In der Tageszeitung Le Monde veröffentlichte am 3. Oktober 2006 eine Reihe bekannter französischer Intellektueller einen appel en faveur de Robert Redeker, darunter Elisabeth Badinter, Alain Finkielkraut, André Glucksmann, Claude Lanzmann (samt Redaktion von Les Temps Modernes) und Bernard-Henri Lévy.
Im Sommer 2007 schrieb Redeker im Magazin Gazette über sein neues Leben:
„Die Unterdrückung, die auf mir lastet, ist eine Unterdrückung neuer Art, gegen die der Staat kaum eine Handhabe hat. Eine Unterdrückung des dritten Jahrtausends, die noch nicht einmal einen Namen hat. Eine unsichtbare Freiheitsberaubung: Ich sehe weder meine Kerkermeister noch meine möglichen Mörder. Aber ich weiß, es gibt sie, und sie hindern mich effektiv daran, so zu leben wie meine Mitmenschen, wie vor dem Artikel im Figaro.“
In Michel Houellebecqs Roman Unterwerfung trägt die Figur des Präsidenten der Universität Paris III den Namen Robert Rediger und spielt auf Redeker an.

## Position zur Corona-Pandemie
Redeker argumentierte im Jahr 2020, dass die Corona-Krise eine fundamentale gesellschaftliche Revolution, die er als révolution sanitariste bezeichnet, eingeläutet hat. Diese Revolution verändere das Verhältnis zwischen den Generationen, indem der Gesundheitsschutz nun an oberster Stelle steht. Redeker kritisiert, dass in der damaligen Situation das Leben der älteren Generation über das „wahre Leben“ der jüngeren Generation gestellt wurde, was er als eine Art „Druck auf die Pausentaste“ für das menschliche Leben interpretierte. Redeker unterscheidet hierzu zwischen biologischem Leben und menschlicher Lebensqualität und warnt vor einer Gesellschaft, die bereit ist, das Leben von Menschen zugunsten wirtschaftlicher Interessen zu opfern.

## Werke (Auswahl)
- Aux Armes, citoyens! Édition Bérénice, Paris 2000, ISBN 2-911232-22-4.
- Dépression et philosophie. Du mal du siècle au mal de ce siècle. Éditions Pleins Feux, Nantes 2007, ISBN 978-2-84729-064-6.
- Nouvelles figures de l'homme. Inhumain, deshumain, neghumain. Éditions Le Bord de l'Eau, Latresne/Gironde 2004, ISBN 2-911803-97-3.
- Le Progres ou L'opium de l'histoire. Éditions Pleins Feux, Nantes 2004, ISBN 2-8472-9037-0.
- Le Sport contre les peuples. Berg International, Paris 2002, ISBN 2-911289-41-2.
- Le sport est-il inhumain? Éditions du Panama, Paris 2008, ISBN 978-2-7557-0118-0.